# Vivian Cunha
Vivian Danielle da Conceição Cunha (* 14. Juni 1980 in Belém) ist eine brasilianische Beachvolleyballspielerin, die auch für Aserbaidschan startete.

## Karriere
Cunha spielte ab 1996 zunächst Hallenvolleyball, bevor sie 2003 mit dem Beachvolleyball begann. Seit 2007 startet sie auf der nationalen Turnierserie Circuito Banco do Brasil, bei der sie in der Gesamtwertung 2007, 2009 und 2011 jeweils Platz drei belegte und 2008 an der Seite von Larissa França Siegerin wurde. Auf der FIVB World Tour startete sie 2007 und 2009 mit Ângela Lavalle und hatte einige Top-Ten-Ergebnisse, darunter Platz vier beim Open-Turnier in Stare Jabłonki und Platz drei beim Open-Turnier in Den Haag.
Cunha bildete 2010 ein neues Duo mit Taiana Lima. Cunha/Lima siegten beim Challenger-Turnier in Warna und erreichten das Finale des Klagenfurter Grand Slams. Später schafften sie noch einen vierten Platz in Åland. Bei der WM 2011 in Rom setzten sie sich in der Vorrunde ohne Satzverlust vor den deutschen Duos Holtwick/Semmler und Brink-Abeler/Grün durch; in der ersten KO-Runde mussten sie sich allerdings dem US-Team Fendrick/Hanson geschlagen geben. Im weiteren Verlauf des Jahres wurden sie Fünfte in Gstaad, Dritte in Québec und Siebte in Phuket. 2012 starteten sie mit zwei neunten Plätzen in Brasília und Shanghai. Dieses Ergebnis gab es auch bei ihrem letzten gemeinsamen Auftritt in Klagenfurt. Cunha musste anschließend wegen einer Rückenverletzung eine längere Pause einlegen.
2014 und 2015 startete sie an der Seite der Ukrainerin Zinaida Lyubimova für Aserbaidschan. Bei den Europaspielen 2015 in Baku landeten Cunha/Lyubimova auf dem neunten Platz.